# Правда о Чарли
«Правда о Чарли» (англ. The Truth About Charlie) — детективный триллер Джонатана Демми. Премьера фильма состоялась 16 октября 2002 года.
Ремейк фильма «Шарада» (1963).

## Сюжет
Чарли — это муж-красавчик Реджины Ламберт, за которым она была замужем всего лишь три месяца. Спустя это время Чарли растворился в пространстве, а Реджине осталась разбомбленная неизвестными квартира в Париже. Она пытается обратиться в полицию. Объявляются странные личности, которые уверены, что она знает, куда Чарли припрятал 6 миллионов долларов. И если бы не незнакомец Джошуа Питерс, Реджине пришлось бы плохо.

## В ролях
| Актёр                   | Роль               |
| ----------------------- | ------------------ |
| Тэнди Ньютон            | Реджина Ламберт    |
| Марк Уолберг            | Джошуа Питерс      |
| Тим Роббинс             | Льюис Бартоломью   |
| Пак Чун Хун             | Ил-Санг Ли         |
| Стивен Диллэйн          | Чарли              |
| Кристин Буассон         | коммандант Доминик |
| Кассиус Кумар Уилкинсон | Геркулес           |
| Сакина Джаффри          | Сильвия            |
| Симон Абкарян           | лейтенант Дессалин |

## Награды
Фильм номинировался на две награды Архивная копия от 27 октября 2012 на Wayback Machine:
- 2003 Black Reel Awards — в категории «Лучшая театральная актриса» (Тэнди Ньютон)
- 2003 Image Awards — в категории «Лучшая актриса в кинофильме» (Тэнди Ньютон)